# Воєнний потенціал
Воєнний потенціал — можливості держави чи коаліції держав утримувати й удосконалювати збройні сили, підвищувати їхню боєздатність, поповнювати навченими кадрами, забезпечувати сучасною зброєю та військовою технікою і всіма видами постачання в мирний і воєнний час. Бувши взаємопов'язаним з економічним, науково-технічним та морально-політичним потенціалом, воєнний безпосередньо проявляється у військовій могутності держави.
Зміст воєнного потенціалу становлять: кількість і якість озброєння та військової техніки; ступінь забезпеченості військ матеріально-технічними засобами у розмірах, необхідних для ведення сучасної війни; кількість особового складу, його морально-політична, психологічна, загально-освітня, військова та військово-технічна підготовка; ступінь підготовленості командних кадрів; наявність навчених і готових до мобілізації резервів; рівень розробки воєнних доктрин і теорій; бойова готовність збройних сил; мобілізаційні можливості держави тощо.
Всі компоненти воєнного потенціалу пов'язані між собою і взаємовпливають один на одного. Оснащення збройних сил ядерною зброєю надає воєнному потенціалу держави якісно нового значення.